# Black Pearls
Black Pearls è un album discografico del musicista jazz John Coltrane, pubblicato nel 1964 dalla Prestige Records.

## Descrizione
Il disco venne assemblato con materiale inedito risalente al 1958. Quando negli anni sessanta la fama di Coltrane crebbe in maniera considerevole travalicando i semplici confini del jazz, la Prestige Records, parecchio tempo dopo che il musicista aveva smesso di incidere per l'etichetta, assemblò insieme svariate registrazioni degli anni cinquanta, spesso scegliendo quelle dove Coltrane suonava solo in qualità di sideman, e le ripubblicò confezionate come nuovi album di Coltrane a tutti gli effetti.

## Tracce

### Lato 1
1. Black Pearls (John Coltrane) — 13:14
2. Lover, Come Back to Me (Oscar Hammerstein II, Sigmund Romberg)  7:28

### Lato 2
1. Sweet Sapphire Blues (Bob Weinstock) — 18:14

## Musicisti
- John Coltrane — sassofono tenore
- Donald Byrd — tromba
- Red Garland — pianoforte
- Paul Chambers — contrabbasso
- Art Taylor — batteria